# شهرک طالقانی (ماهشهر)
شهرک طالقانی(کوره ها ) یک شهرک در ایران است که در بخش مرکزی شهرستان بندر ماهشهر در استان خوزستان واقع شده‌است.شخصیت های برجسته میتوان از علیرضا عساکره یاعلیرضاآلبوصبیح از طایفه آلبوصبیح بیت عبدالنبی یاد کرد علیرضاعساکره محبوب ساکن کنگان بوشهر هست 

## جمعیت
این شهرک در بندر ماهشهر واقع شده است و براساس سرشماری مرکز آمار ایران در سال ۱۳۹۵، جمعیت آن  ۴۵٫۶۷۰ نفر بوده‌است این شهرک پرجمعیت ترین شهرک بندرماهشهر می‌باشد .